# ФК Артуро Фернандес Виал
Клуб Депортиво Феровиарио „Алмиранте Артуро Фернандес Виал“ САДП, накратко „Артуро Фернандес Виал“ (на испански: Arturo Fernández Vial), е железничарски спортен клуб с футболен отбор в Консепсион, регион Биобио, Чили.
Основан е на 3 юни 1903 г. и е сред най-старите отбори в страната. Наивенуван е на контраадмирал от чилийския военноморски флот, но е тясно смързан с Националния съюз на железничарите.
Заради финансови затруднения от 2013 г. футболният отбор не участва в първенството, но въпреки това продължава да съществува. Най-големите му успехи са шампионската титла на втора дивизия през 1982 г. и финалът за Купата на Чили през 1986 г.

## Футболисти
Известни бивши футболисти
- Марио Кемпес

## Успехи
- Примера Б:
  - Шампион (1): 1982
  - Вицешампион (1): 1985
- Терсера Дивисион:
  - Шампион (2): 1981, 2013
  - Вицешампион (1): 2011
- Копа Чиле:
  - Финалист (1): 1986
- Кампеонато Насионал де Футбол Аматьор:
  - Шампион (1): 1945
- Кампеонато Рехионал де Футбол:
  - Шампион (2): 1958, 1959
  - Вицешампион (1): 1957
- Асосиасион де Футбол де Консепсион:
  - Шампион (4): 1923, 1930, 1941, 1946

## Рекорди
- Най-голяма победа: 7:1 срещу Депортес Темуко, Копа Чиле, 1988 г.
- Най-голяма загуба: 7:1 срещу О′Хигинс, Примера Дивисион, 1990 г. и Депортес Ла Серена, Примера Дивисион, 1991 г.
- Най-много голове в Примера Дивисион: Ричард Самбрано – 29